# Калина (област Видин)
Вижте пояснителната страница за други значения на Калина.
 Тази статия е за селото в Област Видин.  За другото българско село с това име вижте Калина (Област Добрич).  За други значения вижте Калина (пояснение).
Калѝна е село в Северозападна България. То се намира в община Брегово, област Видин.

## География
Село Калина се намира в красива местност. На изток от него е разположена красива гора. Между нея и селото минава коритото на пресъхнала някога река. Има малък язовир.

## История
До 1934 година името на селото е Чорокалина.
В началото на 50-те години на XX век, по време на провежданата от комунистическия режим колективизация, жителите на селото на няколко пъти избягват създаването на Трудово кооперативно земеделско стопанство (ТКЗС), бягайки от селото при появата на „групи за натиск“. За да предотвратят включването си в ТКЗС те създават собствено кооперативно стопанство, в което обработват съвместно земите си, подпомагат се при строежи на сгради и дори готвят общо през деня, но всеки участник запазва собствеността си. Тази кооперация оцелява до 1957 година, когато режимът все пак я заменя с ТКЗС.

## Население
Преброяване на населението през 2011 г.
Численост и дял на етническите групи според преброяването на населението през 2011 г.:
|                     | Численост | Дял (в %) |
| Общо                | 30        | 100,00    |
| Българи             | 26        | 86,66     |
| Турци               | 0         | 0,00      |
| Цигани              | 0         | 0,00      |
| Други               | 0         | 0,00      |
| Не се самоопределят | 0         | 0,00      |
| Неотговорили        | 2         | 6,66      |